# Good Night (filme)
Good Night é um filme brasileiro, do ator e diretor Paulo Leão. Criado em 2023, totalmente em preto & branco e sem falas, o filme é a primeira incursão do diretor no gênero de terror.

## Sinopse
Good Night explora a sensação de medo causada por barulhos estranhos que acontecem em uma casa durante a noite. O dono da casa tem que lidar com esta situação e enfrentar suas possíveis consequências.

## Lançamento e carreira
O lançamento foi em 2023, em versão reduzida no Festival Internacional do Minuto.
Em 2024, na versão estendida, o filme Good Night entrou na seleção oficial do Black & White Film Festival, em Toronto - Canadá, onde recebeu o Prêmio de Melhor Filme de Terror.
Também em 2024, ainda no Canadá, Good Night foi premiado como The Best of South American Films, no Toronto SCI-FI/Fantasy Festival.

## Produção e Elenco
A produção de Good Night segue a linha de cinema independente muito utilizada pelo diretor Paulo Leão, onde mais uma vez ele acumula as funções de ator, diretor e roteirista.

## Festivais e países
Official Selections :

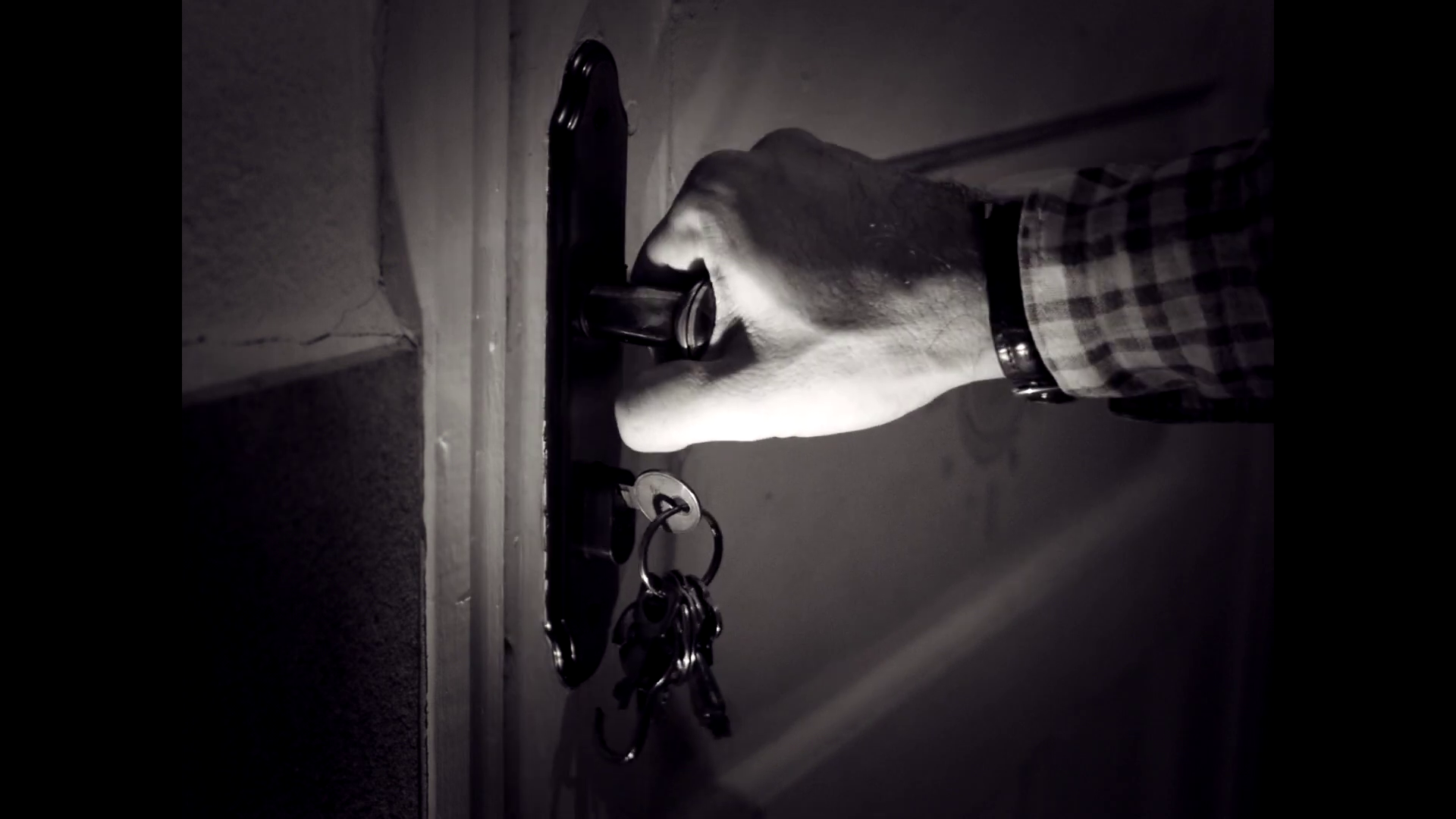
Cena do filme Good Night

- Festival Internacional do Minuto 2023 - Brasil
- Black & White Film Festival 2024 - Canadá
- Toronto Fantasy/SCI-Fi Film & Screenplay Festival 2024 - Canadá
- Lift-Off Sessions 2024 - Reino Unido
- Shortverse 2024 - Plataforma de streaming de curtas-metragens [8]
- Hollywood North International Film Festival 2025 - Canadá
- Lift-Off Filmmaker Sessions 2025 - Pinewood Studios, Inglaterra

## Prêmios e indicações
| Ano  | Prêmio                                           | Categoria                        | Posição   | Resultado | Ref    |
| ---- | ------------------------------------------------ | -------------------------------- | --------- | --------- | ------ |
| 2024 | Black & White Film Festival - March 2024         | Prêmio de Melhor Filme de Horror | Finalista | Indicado  | [ 1 ]  |
| 2024 | Black & White Film Festival - March 2024         | Prêmio de Melhor Filme de Horror | Finalista | Venceu    | [ 9 ]  |
| 2024 | Toronto SCI-FI/Fantasy Festival - April 2024     | Audience Awards                  | Finalista | Pendente  | [ 10 ] |
| 2024 | Toronto SCI-FI/Fantasy Festival - April 2024     | Best of South American Films     | Finalista | Venceu    | [ 5 ]  |
| 2025 | Hollywood North International Film Festival 2025 | Melhor Diretor - Voto Público    | Finalista | Indicado  | [ 11 ] |